# Peter Pank
Peter Pank es un personaje de historieta creado por Max (Francesc Capdevila) para la revista El Víbora, y que protagonizó tres álbumes: Peter Pank (1984), El Licantropunk (1987) y Pankdinista! (1990), todos ellos publicados por Ediciones La Cúpula. Esta misma publicó una edición integral en 2023.

## Peter Pank(1984)
El personaje, paródico, toma como punto de referencia, más que al Peter Pan original de J. M. Barrie, al de la conocida película de Walt Disney. Los diferentes personajes de la película son en la historieta de Max representación de las tribus urbanas de la España de los 80: 
- Los Niños Perdidos son los punkis, dados a la violencia gratuita y a las anfetaminas.

- Los piratas del Capitán Garfio son rockers, comandados por el Capitán Tupé.

- Los Picaninny son jipis, y le dan al hachís y también a los tripis (LSD), y veneran de una manera vaga a una de ellos, que es la Princesa del Coño Dulce.

- Las sirenas son ninfómanas.

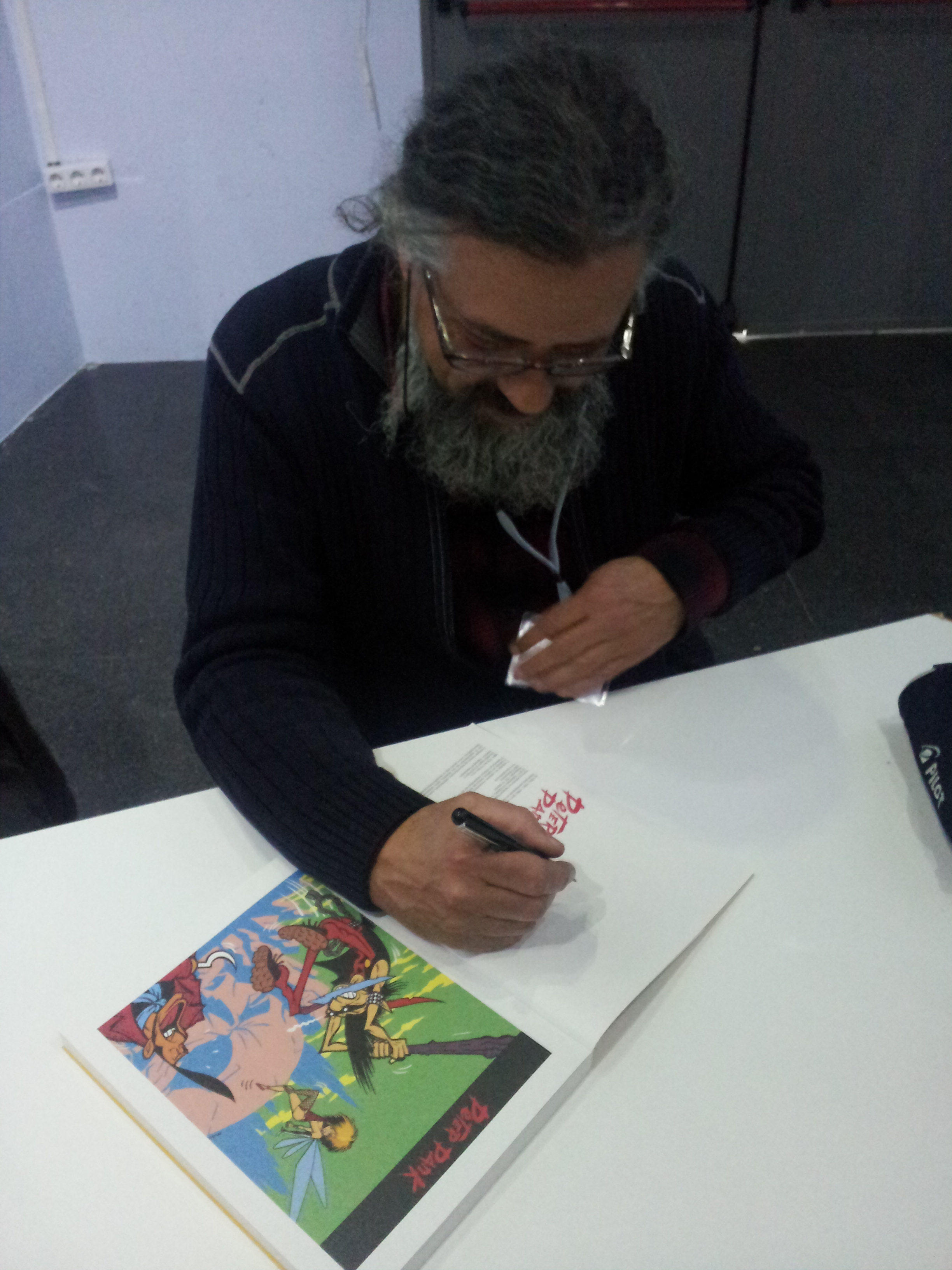
Max en la edición del 2015 del festival de historieta Splash Sagunt.

La trama del primer álbum comienza, como en la película de Disney, con el viaje de una muchacha y sus dos hermanos pequeños al País de Nunca Jamás (convertido en la historieta de Max en la isla de Punkilandia), pero no provienen del Londres victoriano, sino de un suburbio de una ciudad española (tal vez Barcelona). El conflicto se desencadena cuando el Capitán Tupé, jefe de los rockers, secuestra a la princesa jipi para atraer a Peter Pank y capturarlo. A partir de ahí, la trama difiere bastante de la de la película, y abunda en elementos de violencia gratuita, erotismo y drogas, todos ellos propios del cómic underground. Al final, todas las tribus se unen y linchan al protagonista, aunque un breve epílogo sugiere que su historia continuará.
Gráficamente, esta historieta puede enmarcarse en la tendencia conocida como línea clara, y está muy influido por el autor francés Yves Chaland, aunque Max opta a veces por otro tipo de dibujo, como en el combate entre Peter Pank y el Capitán Tupé, que se muestra como una parodia de la historieta de aventuras La espada salvaje de Conan (The Savage Sword of Conan the Barbarian, 1974). Desde el punto de vista temático, las principales influencias de Max en esta época son los autores del cómic underground de Estados Unidos y, muy especialmente, Gilbert Shelton y Robert Crumb.

## El Licantropunk(1987)
En el segundo álbum del personaje, El Licantropunk, Max sigue desarrollando su visión de las distintas tribus urbanas, pero esta vez centra su interés en los siniestros y los skins. La historia es un pastiche de diferentes obras literarias, cinematográficas y de cómic. Comienza cuando "El Amo" de la imaginaria Isla Siniestra ordena resucitar a Peter Pank y graba en su cerebro la misión de eliminar al conde Drácula. A partir de entonces se suceden una serie de peripecias, hay incluso una trama paralela, protagonizada por Kampanilla, que muestra a unas hadas muy poco usuales, que llevarán al protagonista a Londres, primero, y luego, acompañado de una pandilla de skins, a Escocia, donde habrá también licántropos, en una velada referencia a la película de 1981 Un hombre lobo americano en Londres.
En El Licantropunk abundan las referencias a personajes clásicos de historieta:
- El despacho de "El Amo" de la Isla Siniestra está presidido por un cuadro de Doña Urraca.

- En otra viñeta se ve, sosteniendo una botella de whisky, al capitán Haddock, personaje de Las Aventuras de Tintín.

- La primera página de la segunda parte parodia la inicial de los álbumes de Asterix, con un mapa de Gran Bretaña y una lupa que destaca el castillo de Drácula: «un castillo poblado por irreductibles fantasmas [...] resiste todavía y siempre al invasor».

Son también abundantes las referencias a los personajes de cine de terror (vampiros, hombres-lobo).
Al aterrizar en Londres, Peter Pank cae encima de la estatua de Peter Pan que hay en los Jardines de Kensington, la destroza, y la recompondrá después a semejanza de él mismo.
En este segunda historieta larga, hay menos erotismo explícito, y menos referencias a las drogas. Con respecto a la primera, el tono se ha edulcorado bastante, y en el aspecto gráfico se acentúa el interés por la línea clara.
El Licantropunk obtuvo el premio a la mejor obra de 1987 de autor español en la edición de 1988 del Salón de Barcelona.

## Pankdinista!(1990)
Pankdinista!, tercero y último álbum de la serie, muestra una orientación política más definida. El vago anarquismo que podía atisbarse en los álbumes anteriores se hace aquí un elemento esencial de la historia. 
Peter Pank, muerto y resucitado al final de la historia anterior, regresa a Punkilandia y se encuentra con que algunos individuos han fundado un estado y un ejército, han puesto dinero en circulación y defienden la propiedad privada. Los mencionados individuos, cuyo origen no aclara el guion, son llamados en la obra «yupis» y «pijos», y su símbolo recurrente es el conocido emoticono de la sonrisa. 
El cambio en la isla ha provocado la aparición de nuevas tribus: los jipis rebeldes se han convertido en jevis y ha llegado, tampoco se aclara de dónde, el solitario Freddy, paladín del hip hop.
Peter se convierte en el cabecilla de todas las tribus rebeldes. Unas cajas con armas de fuego, de procedencia igualmente desconocida, llegan a la isla y son recogidas tanto por los pijos como por los rebeldes. La lucha subsiguiente es, por descontado, una auténtica masacre, pese a lo cual la historieta se cierra con una viñeta esperanzadora (y que, en teoría, permitiría continuar la serie, pese a que Max ha declarado en varias ocasiones que no es esa su intención).
El guion de la obra resulta menos imaginativo y rico en referencias que los de los dos álbumes anteriores. En el aspecto gráfico, Max contó con la ayuda de Gabi para el entintado. La crítica opinó en su día que el acabado era inferior al de Peter Pank y el de El Licantropunk.
El nombre del álbum hace referencia a la Revolución Sandinista de 1979 en Nicaragua, un importante referente en la contracultura mencionado, por ejemplo, en el disco Sandinista! del grupo punk británico The Clash, o en la canción Nicaragua sandinista del grupo vasco Kortatu.

## Interpretaciones críticas
Los teóricos Antonio Altarriba y Remesar la incluyen entre las que llaman «historietas de aventura de segundo grado», aunque como resalta Francisca Lladó, combinada con «un porcentaje de caricatura social y fábula fantástica».